# Villa semihyalina
Villa semihyalina är en tvåvingeart som först beskrevs av de Meijere 1907.  Villa semihyalina ingår i släktet Villa och familjen svävflugor. Inga underarter finns listade i Catalogue of Life.